# 朱厚燨
臨朐榮簡王朱厚燨（1525年—1554年），明朝德藩第一代臨朐王，德懿王朱祐榕的庶第七子。

## 生平
嘉靖十四年（1535年）十二月，封臨朐王。
嘉靖三十三年（1554年），朱厚燨去世，享年三十歲，諡號榮簡。三年後，嫡長子朱載堠襲爵。

## 家庭

### 妻
- 周氏，嘉靖十九年（1540年）十二月冊為臨朐王妃[4]。

### 子
- 嫡長子：臨朐懷莊王朱載堠
- 嫡第二子：夭折
- 嫡第三子：鎮國將軍朱載㙳
- 嫡第四子：鎮國將軍朱載
- 嫡第五子：鎮國將軍朱載墇[5]